# Luca Zidane
Luca Zidane Fernández (Marsella, 13 de maig de 1998) és un futbolista hispano-francès que juga en la posició de porter al Granada Club de Fútbol de la Segona Divisió espanyola.
És fill de l'exfutbolista francès Zinédine Zidane. Té la doble nacionalitat espanyola i francesa ja que la seva mare és espanyola i ell va néixer a França; va voler triar el cognom d'aquesta com el seu cognom esportiu com a mesura familiar i del club per a evitar comparacions amb el seu pare. És germà del també futbolista Enzo Zidane.

## Carrera

### Inicis
Va començar a jugar al futbol el 2004, data en la qual va ingressar en les categories inferiors del Reial Madrid Club de Futbol, anomenada La Fàbrica, en la categòria de prebenjamí. Va anar ascendint de categories alhora que millorava tècnicament fins a arribar en la temporada 2014-15 a formar part del segon equip juvenil.

### Reial Madrid
El 19 de maig de 2018 va debutar de la mà del seu pare, Zinedine, en un partit davant el Vila-real C. F. que va acabar amb empat a dos. El 31 de març de 2019 va jugar el seu primer partit com a titular en l'Estadi Santiago Bernabéu davant la Societat Esportiva Huesca, amb resultat de 3 a 2.
El 9 de juliol de 2019 va ser cedit per una temporada al Racing de Santander.

### Rayo Vallecano
El 5 d'octubre de 2020 va rescindir el seu contracte amb el Reial Madrid i va signar per dues temporades amb el Rayo Vallecano. En la seva primera temporada va aconseguir l'ascens a Primera Divisió, realitzant diverses parades en el playoff d'ascens, en què va jugar tots els partits (per l'absència de Stole Dimitrievski), que van permetre a l'equip aconseguir l'objectiu. En la seva segona temporada no va tenir continuïtat i va ser relegat a segon porter en detriment de Stole Dimitrievski. Va finalitzar contracte amb l'equip madrileny després de no renovar.

### S. D. Eibar
L'1 de setembre de 2022 va fitxar per la S. D. Eibar fins a juny de 2024.

## Internacional

### Categories inferiors
Podent ser seleccionat per la selecció francesa i per la selecció espanyola, a causa de la seva doble nacionalitat, o per la selecció argelina, a causa dels seus avis paterns, finalment va ser convocat en 2014 per a jugar amb França Sub-16, amb la qual va jugar 3 partits i més tard, jugaria amb la selecció francesa sub-17.
Va ser convocat per a jugar el Campionat Europeu Sub-17 de la UEFA 2015. La selecció sub-17 francesa es va classificar per als vuitens de final després de guanyar tots els partits de la fase de grups i de no encaixar cap gol. En els quarts de final, es van enfrontar a Itàlia, a la qual van guanyar per 3-0. En la semifinal, es van enfrontar a Bèlgica partit en el qual van empatar a 1 en el temps reglamentari, tenint que jugar la pròrroga i es va jugar un torn de penals, en la qual Luca va parar 3 penals i va llançar un a l'estil Panenka, que va ser al travesser. La selecció Sub-17 francesa es va classificar per a la final i la jugarien davant Alemanya. La selecció Sub-17 francesa va guanyar la final per 4-1. Va ser el porter que menys gols va rebre del campionat.
Va jugar el Copa Mundial de Futbol Sub-17 de 2015 on França va quedar eliminada en vuitens de final per Costa Rica.

### Participacions en Eurocopa
| Eurocopa             | Seu      | Resultat | Partits | Gols rebuts |
| -------------------- | -------- | -------- | ------- | ----------- |
| Sub-17 Bulgària 2015 | Bulgària | Campió   | 5       | 2           |

## Clubs
Actualitzat a 3 de desembre de 2020
| Club                        | País | Categoria        | Any       | Partits jugats | Gols encaixats |
| --------------------------- | ---- | ---------------- | --------- | -------------- | -------------- |
| Reial Madrid Castella       |      | Segona Divisió B | 2016-2019 | 51             | 60             |
| Reial Madrid                |      | Primera Divisió  | 2017-2020 | 2              | 4              |
| Racing de Santander (cedit) |      | Segona Divisió   | 2019-2020 | 33             | 42             |
| Rayo Vallecano de Madrid    |      | Segona Divisió   | 2020-2022 | 10             | 7              |
| S. D. Eibar                 |      | Segona Divisió   | 2022-     |                |                |

## Palmarès

### Títols internacionals
| Títol                               | Club ()         | Seu      | Any  |
| ----------------------------------- | --------------- | -------- | ---- |
| Campionat Europeu Sub-17 de la UEFA | França sub-17   | Bulgària | 2015 |
| Lliga de Campions de la UEFA        | Reial Madrid CF | Kíiv     | 2018 |

### Distincions individuals
| Distinció                                | Any  |
| ---------------------------------------- | ---- |
| Porter menys golejat de l'Europeu Sub-17 | 2015 |